# 手掌之墓
手掌之墓 (荷蘭語：Graf met de handjes) 是位於荷蘭鲁尔蒙德一座19世紀的葬禮紀念碑。該墓碑由兩塊幾乎相同的墓碑組成，分別位於隔牆兩側，隔牆將天主教墓區與新教墓區分開。每塊墓碑上雕有伸出的手臂與手，互相握手跨越隔牆。該紀念碑是天主教徒約瑟芬娜·范·艾費爾登 (Josephina van Aefferden) 與新教徒雅各布斯·范·戈爾庫姆 (Jacobus van Gorkum) 的墓地，他們生前為夫妻，但不得不分別安葬於墓地的不同區域。此墓於2002年被列為「Rijksmonument」（國家古蹟）。

## 背景
特贊德禮拜堂附近的墓地（俗稱 "Oude Kerkhof"，即「舊墓地」）最初是猶太人墓地。1785年，因應神聖羅馬帝國皇帝約瑟夫二世禁止在教堂及城牆內下葬的命令，墓地被擴建以安葬鲁尔蒙德的基督徒居民。 建築師皮埃尔·克伊珀斯於1858年重新設計墓地，隔牆區分天主教與新教墓區，並為其家族預留墓地位置。

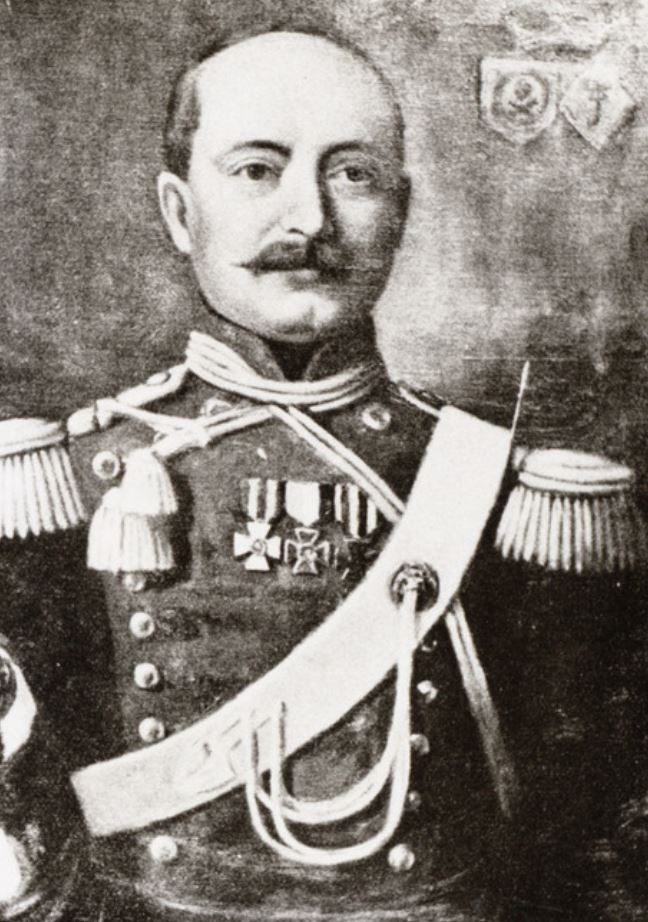
雅各布斯·范·戈爾庫姆 (1809–1880)

雅各布斯·華納斯·康斯坦丁斯·范·戈爾庫姆 (Jacobus Warnerus Constantinus van Gorkum, 1809–1880) 出生於阿姆斯特丹，是製圖師兼工程官員揚·埃格伯特·範·戈爾庫姆的兒子。 他成為荷蘭軍隊的騎兵上校及林堡省民兵專員。 1839年倫敦條約將林堡分為東荷蘭與西比利時，他是從荷蘭遷往荷蘭林堡的軍人之一。
1842年11月3日， 雅各布斯與來自鲁尔蒙德、荷比雙重貴族範埃弗登家族的約瑟芬娜·卡羅琳娜·佩特羅內拉·休伯蒂娜·范·艾費爾登 (Josephina Carolina Petronella Hubertina van Aefferden, 1820–1888) 結婚。她是十個孩子中的第九個。約瑟芬娜的兩位兄長曾自費募兵參與比利時革命，對抗荷蘭。
這段婚姻爭議甚多：雅各布斯是新教，約瑟芬娜是天主教;兩家曾在戰爭中站在對立面；他比她大11歲；他是平民，她是貴族。 為避免爭議，他們的婚禮在德國格尔德恩附近的小鎮蓬特舉行，該鎮與芬洛接壤。 他們將五個孩子教育為天主教徒。

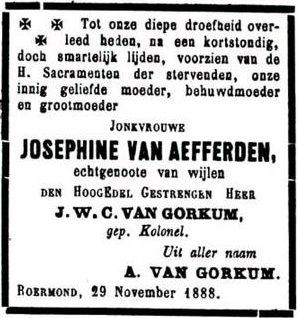
約瑟芬娜·范·艾費爾登逝世告示，《Maas-en Roerbode》，1888年12月1日，第2頁

雅各布斯於1880年8月28日去世，安葬於新教墓區。遺孀希望葬於丈夫旁，而非家族墓，但因天主教身份不得葬於非祝聖地。她於1888年11月29日去世後，子女依遺願建造雙墓，中間隔牆，兩側墓碑伸出手臂握手。墓碑可能於1888年製作，由鲁尔蒙德庫柏斯-斯托爾岑貝格工作室製作。 墓碑上刻有家族格言（拉丁語，美德超越死亡）。

## 描述
這些新哥德式墓碑置於石灰石基座上，由砂岩柱構成，頂部呈三角形，高於隔牆。每塊墓碑頂端皆有十字架。男子的墓碑上刻有范·戈爾庫姆家族徽章，女子的墓碑上刻有其聯姻家徽。基座周圍有鍛鐵欄杆。兩隻手，男子之手握女子之手，象徵夫妻跨越宗教、家族與死亡的連結。
該墓於2002年5月27日被列為Rijksmonument，編號520489。

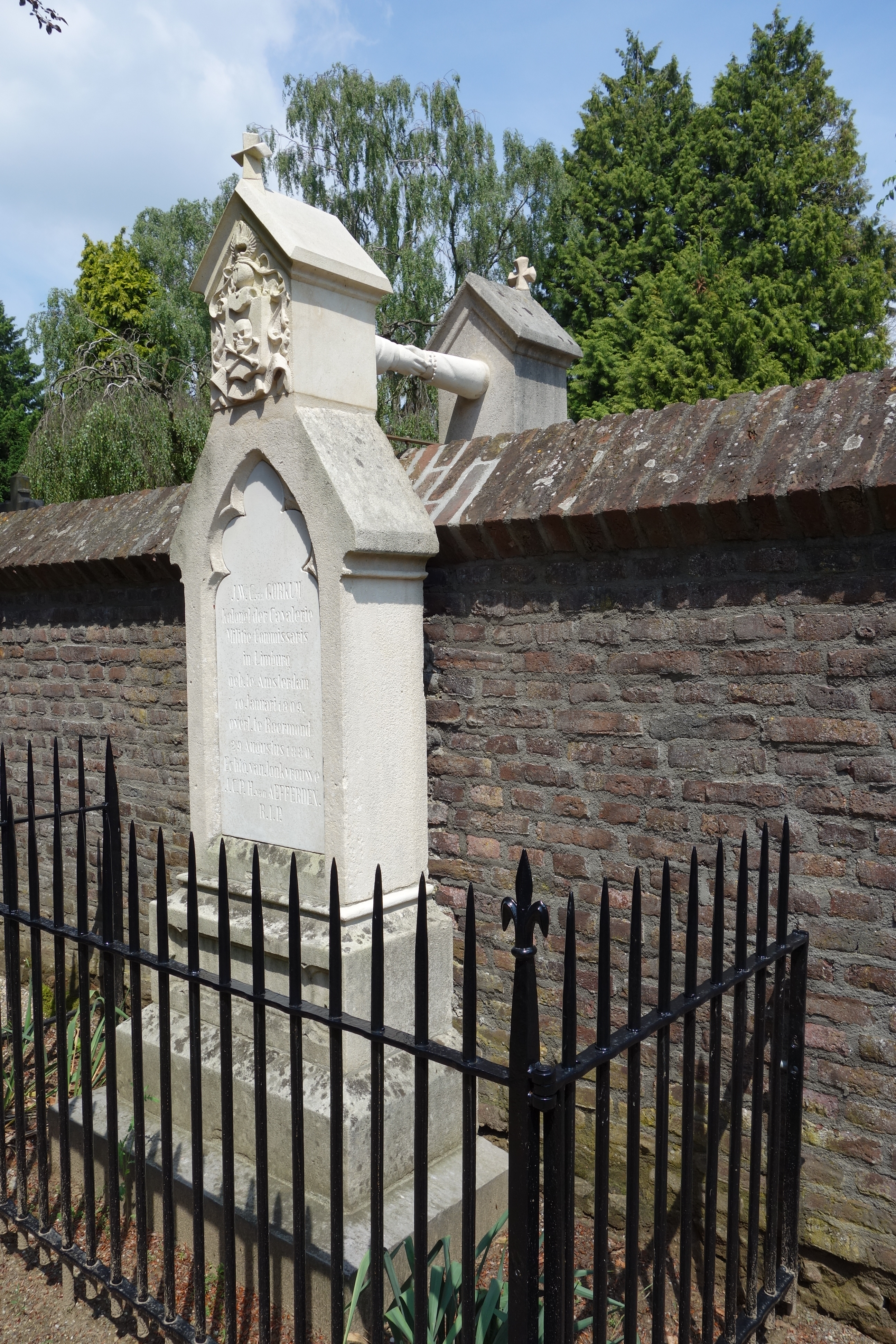
雅各布斯
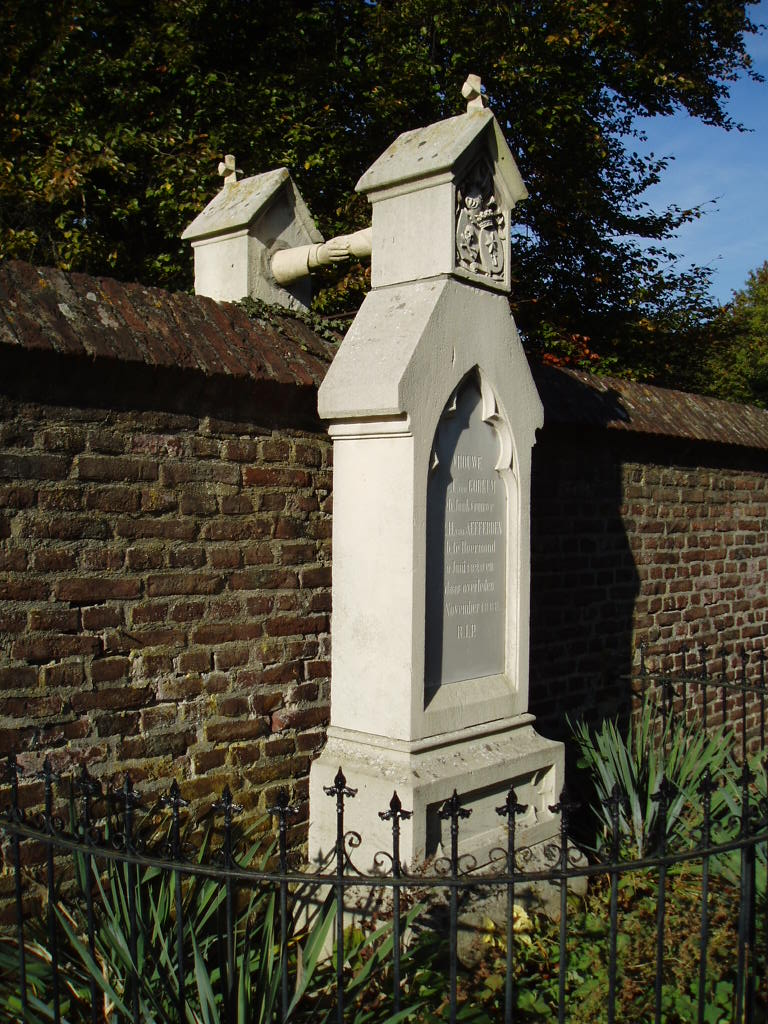
約瑟芬娜
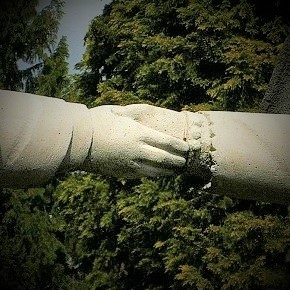
緊握的雙手

## 流行文化
約瑟芬娜·范·戈爾庫姆的故事在2016年被改編為法國漫畫《Les Culottées》，由佩內洛普·巴吉厄創作，該漫畫以簡短傳記形式描寫不尋常或鼓舞人心的女性。《Les Culottées》先出版兩卷紙本書，後於2017年翻譯成英文並合成單卷出版。
2020年，此漫畫被改編為動畫影集，在法國電視台播出。該動畫影集亦被翻譯為葡萄牙語，並在RTP2播出。